# Bauwerk

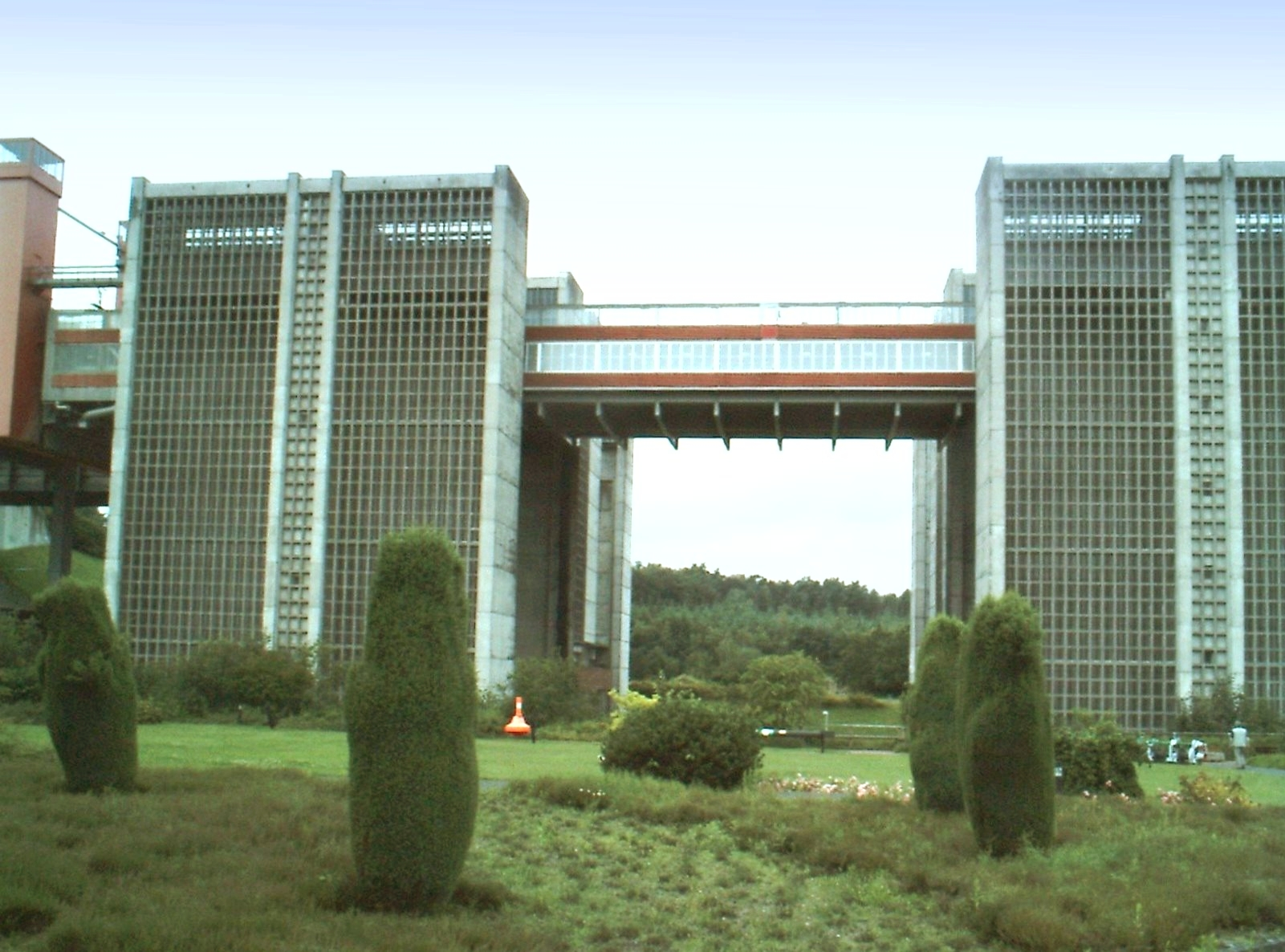
Schiffshebewerk

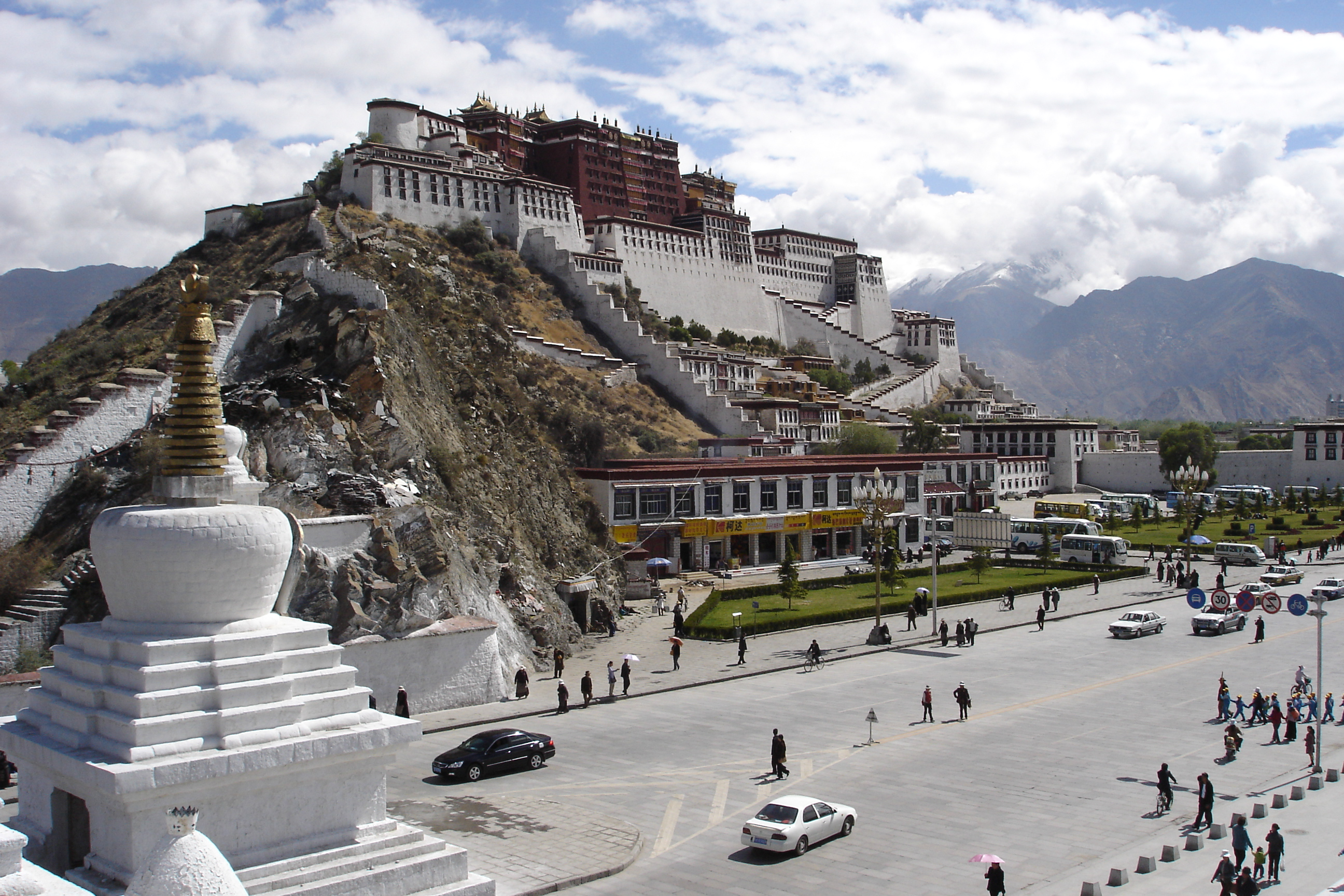
Palast (Potala-Palast)

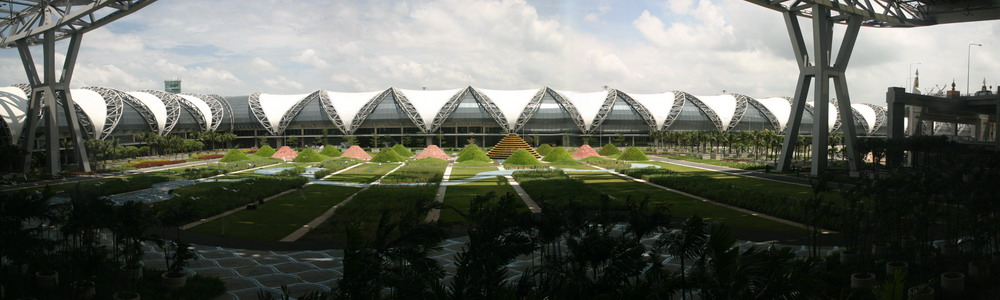
Flughafengebäude (BKK)

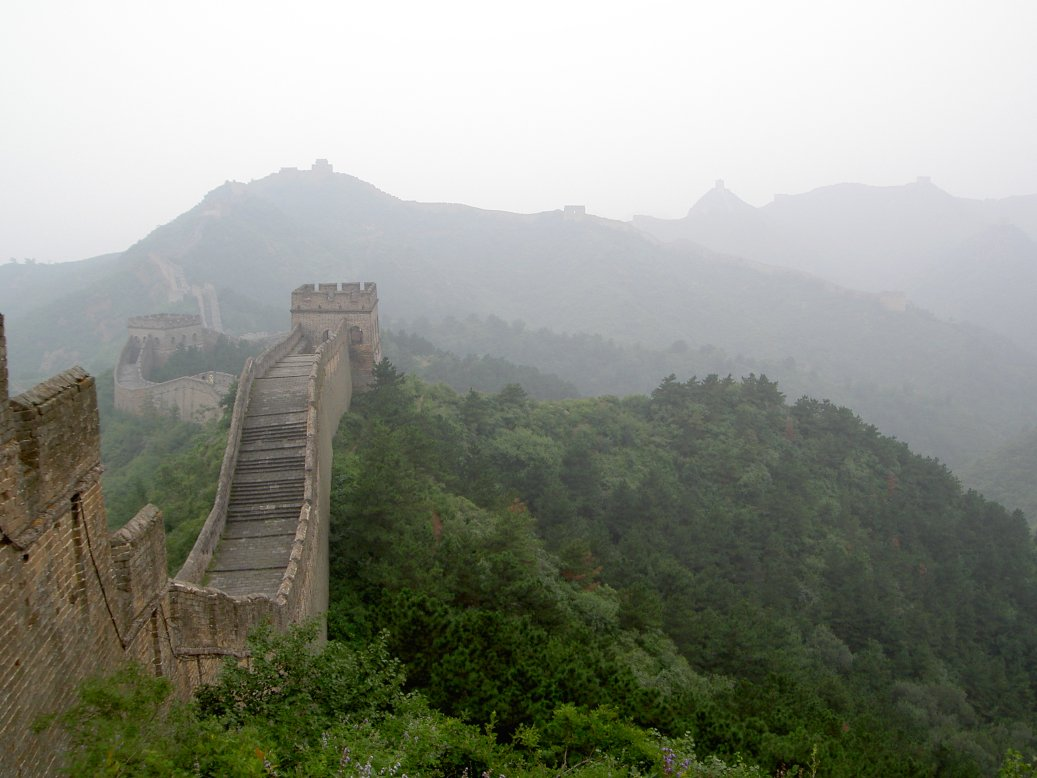
Mauer (Chinesische Mauer)

Der 2010 fertiggestellte Burj Khalifa in Dubai ist mit 828 Metern Höhe das höchste Bauwerk der Welt (2024)

Als Bauwerk (in der Schweiz auch eine Baute) wird in der Architektur und im Bauwesen eine von Menschen mithilfe der Baukunst und Baukonstruktion errichtete künstliche Anlage bezeichnet, die als wesentlicher Bestandteil nur schwer trennbar mit dem Untergrund verbunden ist oder als Scheinbestandteil zumindest in ruhendem Kontakt mit ihm steht.

## Allgemeines
Der Begriff wird in unterschiedlichen Kontexten unterschiedlich abgegrenzt. Die Abgrenzung zu beweglichen Sachen und anderen Objekten, die nicht zu den Bauwerken gehören, ist nicht immer ganz eindeutig.
EN 1990 definiert ein Bauwerk als „alles, was baulich erstellt wird oder von Bauarbeiten herrührt.“ Dabei bezieht sich die Definition auf vollständige Bauwerke des Hoch- und Ingenieurbaus und schließt auch geotechnische Elemente ein. Der Bundesgerichtshof (BGH) versteht nach gefestigter Rechtsprechung hierunter eine unbewegliche, durch Verwendung von Arbeit und Material in Verbindung mit dem Erdboden hergestellte Sache.
Relativ unstrittig als Bauwerke gelten vom Menschen errichtete Objekte, die (meist auf einem Grundstück) fest und dauerhaft, daher schwer lösbar mit dem Untergrund verbunden (mit dem Untergrund wie verwachsen) und somit unbeweglich sind. Daher zählen diese Bauwerke zu den Immobilien. Das schließt auch Bauwerke ein, die bedingt durch ihre Nutzung bewegliche oder sich bewegende Bauwerksteile haben (z. B. Drehrestaurant, Drehhaus, Schiffshebewerk, stationäre Achterbahn usw.).
Darüber hinaus wird bei temporären und translozierbaren Objekten mit ähnlichen Anwendungen bzw. Funktionen (wie sie Bauwerke oft haben) teilweise von „temporären Bauten“, „Behelfsbauten“ bzw. von „fliegenden Bauten“ gesprochen. Diese werden im Alltagsbewusstsein aber oft nicht als Bauwerke wahrgenommen. Die Übergänge sind oft fließend. So wurde beispielsweise der Fall eines von der Potsdamer Stadtverwaltung zum Bauwerk erklärten Stapel Kaminholz überregional bekannt.
Gebäude ist ein Unterbegriff von Bauwerk (siehe Abschnitt Funktion).

## Herstellung
Ein Bauwerk entsteht durch den Prozess bzw. die Tätigkeit des Bauens (Bauleistung), d. h. durch die Errichtung einer dauerhaften Konstruktion auf dem Baugrund. Die Herstellung eines Bauwerks geschieht in aller Regel direkt vor Ort auf der Baustelle. Der Bereich, in dem gebaut wird, also ein Bauwerk errichtet wird, wird während der Bauphase zur Produktionsstätte und in dieser Phase Baustelle genannt. Ein Bauwerk besteht aus einzelnen Bauteilen, die wiederum aus Baustoffen bestehen. Die Art der Konstruktion und die Verwendung der Baustoffe variiert je nach Standort, Stand der Technik, konstruktiven Anforderungen des Bauvorhabens und Baustil.
Der Bauprozess umfasst die Bauplanung und die Bauausführung. Bei der Bauausführung werden die Arbeiten zumeist in Gewerke in den Bauleistungsbereichen wie u. a. Maurer-, Zimmerer-, Dachdecker- oder Klempnerarbeiten ausgeschrieben und vergeben.
An die Bauphase schließt in der Regel die Nutzungsphase an. Wird ein Bauwerk aus finanziellen oder anderen Gründen nicht fertiggestellt, spricht man von einem unvollendeten Bauwerk, umgangssprachlich gelegentlich auch von einer Investitionsruine. An die Nutzungsphase schließt häufig Rückbau bzw. Abriss an, oder es erfolgt ein Umbau und eine erneute Nutzungsphase.
Im Rahmen des Öffentlichen Baurechts ist die Bebauung auf Flächen begrenzt, die als Bauland ausgewiesen wurden.

## Arten
Grundlegend kann man zwischen oberirdischen und unterirdischen Bauwerken unterscheiden, außerdem Bauten in der Geländeoberfläche. Daran angelehnt werden Bauwerke nach Tiefbau und Hochbau differenziert (allerdings sind nicht alle Tiefbauten unterirdische Bauten und Hochbauten haben meist einen unterirdischen Anteil).
Man kann Bauwerke in vielerlei Hinsicht klassifizieren, zum Beispiel nach Funktion, tatsächlicher Nutzung, Standort, Größe, Bauform, Baustil, Konstruktion, verwendeten Baustoffe, Bauherr, Besitzer, Architekt.
Die Honorarordnung für Architekten und Ingenieure (HOAI) unterscheidet u. a. zwischen Gebäuden und Ingenieurbauten, sowie Verkehrsanlagen und Freianlagen.
Im deutschen Baurecht fallen Bauwerke unter den Oberbegriff der baulichen Anlagen, der in den jeweiligen Landesbauordnungen der einzelnen Bundesländer definiert ist und zu denen in der Regel auch Landschaftsbestandteile wie Aufschüttungen und Abgrabungen gezählt werden. Die internationale Handhabung ähnlicher Zuordnungen ist diffus.
Nach der Art der angewandten Bautechnik unterscheidet man:
| Geschäftsbereich | Kategorie                                   | Beispiele |
| ---------------- | ------------------------------------------- | --- |
| Hochbau          | Wohnungsbau Industriebau Verwaltungsgebäude | Einfamilienhäuser, Mehrfamilienhäuser Produktionshallen, Montagehallen, Lagerhallen öffentliche Gebäude, Bürogebäude |
| Tiefbau          | Straßen- und Wegebau                        | Brücken, Tunnel, Wasserbauwerke, Spezialtiefbauten                                                                   |
| Ingenieurbau     | Grundbau                                    | Gründungen, Böschungen, Leitungsbauwerke                                                                             |

## Funktion
Ein Bauwerk dient je nach Bauwerkstyp einem bestimmten Zweck. Man unterscheidet im Wesentlichen:
- Schutzbauten
  - Unterstand
  - Bauwerke zum Schutz gegen außergewöhnliche Naturgewalten
    - Schutz vor Hochwasser, Sturmflut, Lawinengefahr usw.: Schutzwälle, Schutzdämme, Deiche, Lawinenverbauungen, Galerien, Schutzräume.

  - Bauwerke zum Schutz gegen militärische oder andere gewalttätige Angriffe
    - Einfriedungen, Grenz-, Wehr- und Befestigungsanlagen
    - Befestigung, Wehrturm, Stadtmauer, Gefängnismauer

  - Gebäude
    - Sie bilden zumeist eine geschlossene Gebäudehülle und schützen so vor Witterung (Hitze, Kälte, Regen, Schnee …), Einbruch usw. und dienen dem Aufenthalt von Menschen, der Unterbringung von Tieren, der Aufzucht von Pflanzen oder der Lagerung von Sachen.
      - Beispiele unterschiedlicher Funktion: Sakralbau (z. B. Kirche), Gemeindezentrum, Schulgebäude, Wohngebäude, Stall, Gewächshaus, Werkstatt- / Fabrikgebäude, Büro- / Verwaltungsgebäude, Atelierhaus, Lagerhaus/Lagerhalle, Schuppen, Garage/Parkhaus, Kontrollzentrum, Schutzraum.
      - Beispiele nach Typologie: frei stehendes Haus / Einzelhaus, Doppelhaus, Reihenhaus, Gebäude in geschlossener Bauweise, Geschossbauten, Halle (z. B.: Stadthalle, Messehalle; Fabrik- oder Industriehalle), Hochhaus/Wolkenkratzer, Flachbau.
      - Beispiele nach Ausstattungsstandard: Hütte, Bude, Haus, Palais, Palast.

  - Sonstige Bauwerke zum Schutz gegen Witterungseinflüsse
    - Schutz vor Wind, Niederschlag usw.: Windschirm, Flugdach, Schutzdach, Kolonnade, Laube
- Verkehrsbauwerke
  - Sie dienen der Abwicklung von Personen- und Güterverkehr: Straßen, Fahrradwege, Fußgängerwege, Bahntrassen, Brücke, Tunnel, Stollen.

- Ver- und Entsorgungsbauwerke
  - Brunnen, Wasser- und Abwasserleitungen, Klärwerke, Staudämme, Staumauern, Wehre, Schornsteine.
    - Unter diese Kategorie fallen auch Sendetürme, Sendemasten und Freileitungsmasten.

- Temporäre Bauwerke
  - Fliegende Bauten, Zelte, Baracken, Messepavillons, Hilfsbauten, Containergebäude, mobile Architektur.